# Al Lawson
Alfred James Lawson Jr. (nacido el 23 de septiembre de 1948), conocido como Al Lawson, es un empresario y político estadounidense que forma parte de la Cámara de Representantes de los Estados Unidos por el 5.º distrito congresional de Florida, desde 2017.

## Primeros años y carrera
Nacido en Midway, Florida, Lawson se graduó de la Escuela Secundaria Havana Northside y recibió su licenciatura de la Universidad Agrónoma y Mecánica de Florida (FAMU, por sus siglas en inglés) y popularmente conocida como Florida A&M en 1970, donde formó parte del equipo universitario de baloncesto y practicó atletismo. Lawson obtuvo una maestría en Administración Pública de la Universidad Estatal de Florida y completó sus cursos para un doctorado en Administración Pública.
Después de un breve periodo como jugador de baloncesto profesional, Lawson se convirtió en entrenador asistente de baloncesto masculino en el Estado de Florida. El punto culminante de su carrera como entrenador llegó en 1972 cuando los Seminoles alcanzaron el Campeonato de la División I de Baloncesto Masculino de la NCAA.
Lawson también se hizo un nombre en el mundo empresarial como agente de seguros en Northwestern Mutual. En 1984, fundó Lawson & Associates, empresa de marketing y comunicaciones. Fundó el torneo de baloncesto Capital City Classic y el listado de empresas Capital City Black Pages.
Al formó parte de la Cámara de representantes de Florida desde 1982 hasta el 2000. Fue miembro del Senado de Florida desde el año 2000 hasta 2010. Siendo así que, la carrera política de Lawson ha tenido una trayectoria de más de 28 años.

## Comités
Al Lawson ha sido miembro de los comités legislativos de agricultura y servicios financieros. Además, también es miembro de los subcomités de:
- Biotecnología, horticultura e investigación
- Protección al consumidor e instituciones financieras
- Diversidad e inclusión
- Productos agrícolas generales y manejo de riesgos
- Vivienda, desarrollo comunitario y seguros
- Nutrición, supervisión y operaciones del departamento[7]

## Vida privada
Lawson se casó con su novia de la universidad, Delores Brooks, y tienen dos hijos adultos, Alfred III y Shani. También es abuelo de cuatro, Kobe, Samuel y Cameron Lawson y Harlem Wilson.